# Linda Hsieh-Wilson
Linda Carol Hsieh-Wilson (* 1968 in New York City) ist eine US-amerikanische Chemikerin am California Institute of Technology. Sie gilt als Pionierin auf dem Gebiet der chemischen Glykobiologie.

## Leben und Wirken
Hsieh-Wilson erwarb 1990 an der Yale University einen Bachelor in Chemie und 1996 bei Peter G. Schultz an der University of California, Berkeley einen Ph.D., ebenfalls in Chemie. Als Postdoktorandin arbeitete sie bei Paul Greengard an der Rockefeller University, bevor sie 2000 Mitglied des Lehrkörpers des California Institute of Technology wurde. Hier ist sie heute (Stand 2023) Milton and Rosalind Chang Professor of Chemistry. Von 2005 bis 2014 forschte sie zusätzlich für das Howard Hughes Medical Institute.
Hsieh-Wilson und Mitarbeiter befassen sich mit der Bedeutung von Kohlenhydraten und Protein-Glykosylierung für den Stoffwechsel, die Funktion und bei Krankheiten des Gehirns, insbesondere mit Bezug auf Gedächtnis und Neuroplastizität, auf Krebs und neurodegenerative Erkrankungen.
In der Datenbank Scopus lassen sich Hsieh-Wilson zwei Profile zuordnen mit einem h-Index von 74 bzw. 8.

## Auszeichnungen (Auswahl)
- 2006 Eli Lilly Award in Biological Chemistry[6]
- 2007 Fellow der American Association for the Advancement of Science
- 2015 Mitglied der American Academy of Arts and Sciences[1][7]
- 2022 Mitglied der National Academy of Sciences[3]